# Star Valley (Arizona)
Pour l’article homonyme, voir Star Valley Ranch.
Star Valley est une ville américaine située dans le comté de Gila en Arizona.

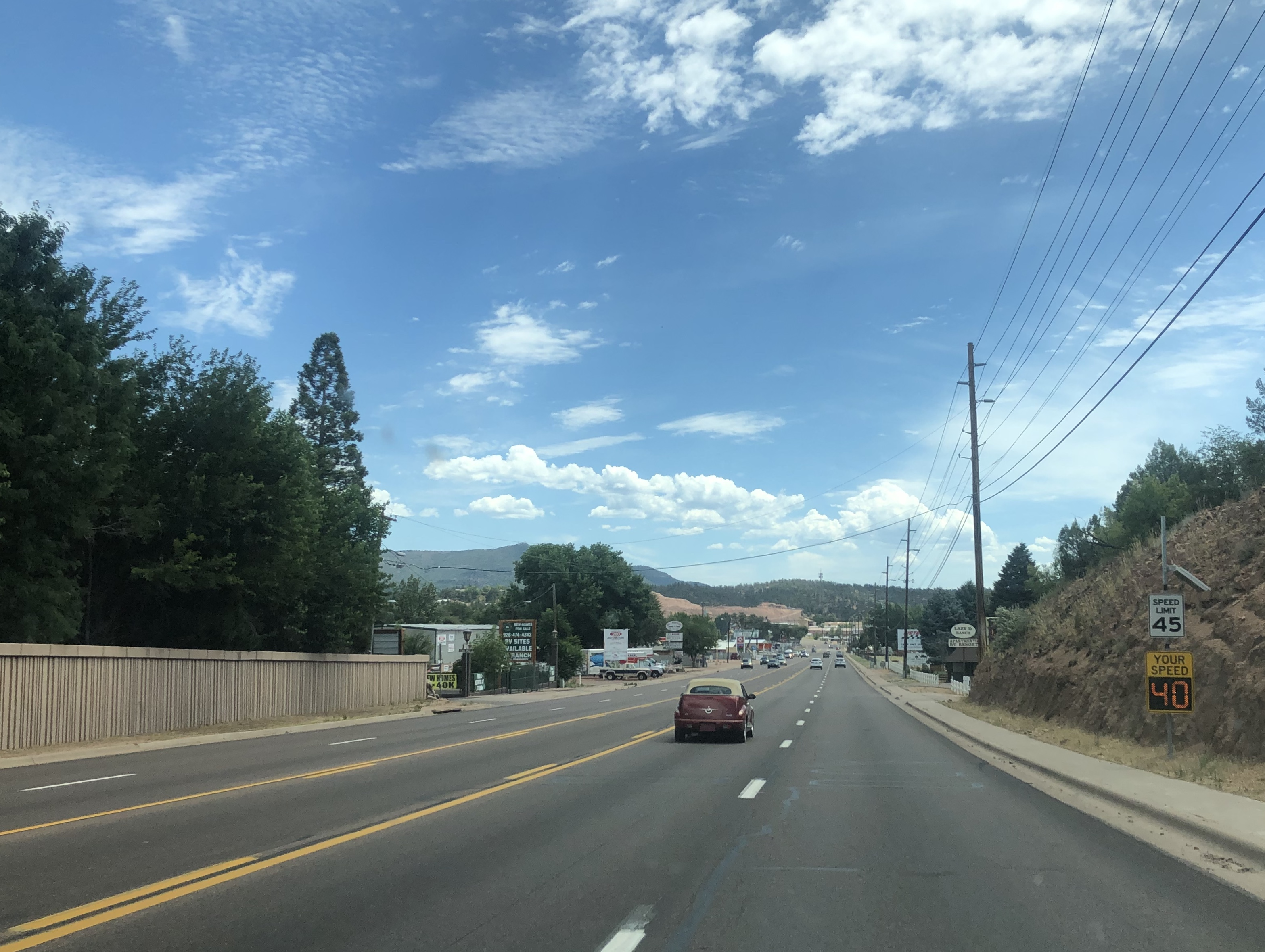
Star Valley est traversée par l'autoroute 260. Les entreprises locales bordent les deux côtés de l'autoroute.

La ville est incorporée en 2005 sous le nom de Diamond Star, à partir de la census-designated place de Sun Valley et des territoires alentour. Elle reprend le nom de Star Valley en 2006.

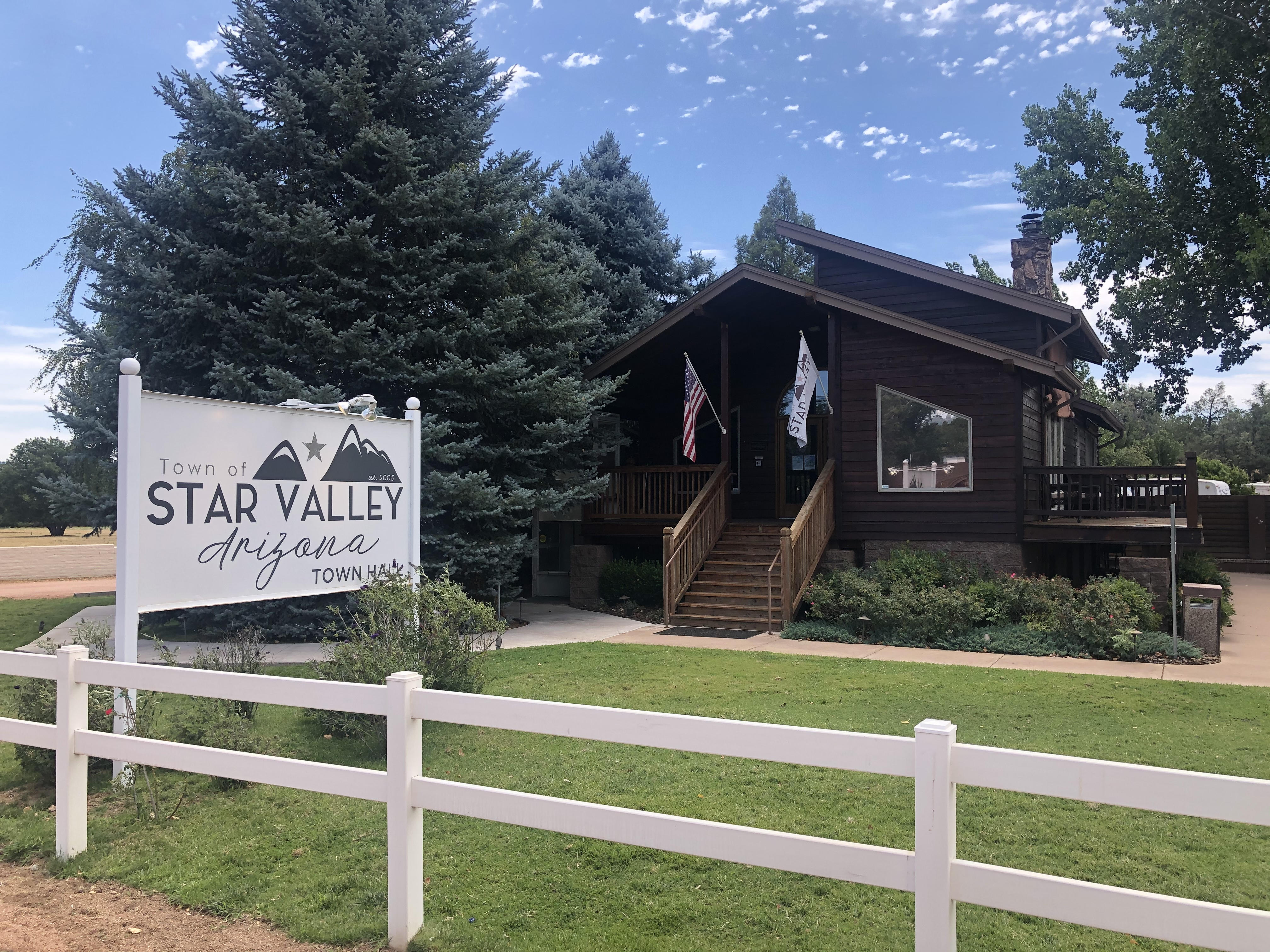
Mairie de Star Valley

## Démographie
Selon le recensement de 2010, Star Valley compte 2 310 habitants. La municipalité s'étend sur 36,13 milles carrés (93,58 km2), dont 36,12 milles carrés (93,55 km2) de terres.
| 2000  | 2010  | - | - | - | - |
| ----- | ----- | - | - | - | - |
| 1 536 | 2 310 | - | - | - | - |